# Klitsche
Klitsche is een voormalige gemeente in de Duitse deelstaat Saksen-Anhalt, en maakte deel uit van het district Jerichower Land.
Klitsche telde op 31 december 2005 376 inwoners.